# Broch Burroughston
Broch Burroughston je broch z doby železné, který se nachází na ostrově Shapinsay na ostrovech Orkneje ve Skotsku. Stavba vykopaná v polovině 19. století je stále dobře zachována.
Burroughston Broch má výhled na Severní moře v severovýchodním rohu ostrova Shapinsay, asi 4 míle od mola trajektu. Mírně na jih leží Linton Bay. Broch stojí na úpatí mírně svažujícího se pole těsně nad nízkým skalnatým pobřežím.
Stěny mají vnější průměr přibližně 18 metrů a vnitřní průměr přibližně 10 metrů. Zvenku se budova jeví jako travnatá mohyla. Vstupní chodba je na východní straně a je asi 4 metry dlouhá, 1,2 metru široká a 1,8 metru vysoká. Je tu prodloužená místnost otevřená z levé strany průchodu. Uvnitř je stále vidět vnější strana horní galerie a stopy otvoru k horní galerii. Hluboká studna je v podlaze: v horní části je suché kamenné zdivo, dolní část je řezána do skály. Ve svažitém prostoru před vchodem jsou stopy staveb, které jsou nyní pokryty trávníkem. Stěna, příkop a hradba, které pravděpodobně obklopovaly broch, jsou stále patrné kolem struktury.
Vykopávky proběhly kolem roku 1862 (krátce po objevu Maes Howe) dělníky pracujících pro plukovníka D. Balfoura pod vedením George Petrieho. Petrie vyhotovil poznámky o strukturách, zatímco sir Henry Dryden vypracoval plány. Výkop byl omezen na vnitřní část brochu a na malou plochu hned za vchodem. O nálezech je známo jen málo informací. Podle Petrieho to byly většinou fragmenty jeleních rohů, mnoho kostí ovcí a skotu a několik hrubých kamenných nádob různých velikostí, včetně patrně trojúhelníkové lampy.